# Pilosocereus
Pilosocereus ist eine Pflanzengattung aus der Familie der Kakteengewächse (Cactaceae). Der botanische Name der Gattung leitet sich vom lateinischen Wort pilosus für ‚haarig‘ sowie der verwandten Gattung Cereus ab und bedeutet Haariger Cereus. Er verweist auf die bei einigen Arten vorhandenen charakteristischen langen Haare.
Pilosocereus ist in Mittel- und Südamerika verbreitet. Die meisten Arten sind in Brasilien heimisch. Die strauchig oder baumartig wachsenden Pflanzen sind auf die Bestäubung durch Fledertiere spezialisiert. Zwei der etwa 40 heute anerkannten Arten waren bereits Carl von Linné bekannt und wurden von ihm Mitte des 18. Jahrhunderts in seinem Werk Species Plantarum beschrieben.

## Beschreibung

### Vegetative Merkmale
Die Arten der Gattung Pilosocereus wachsen strauchig oder baumartig mit aufrechten, aufsteigenden bis angelehnten Trieben, die stark bis schwach holzig sind. Sie verzweigen für gewöhnlich über dem Boden, erreichen eine Wuchshöhe von bis zu 10 Metern und können einen nicht gegliederten Stamm ausbilden, der Durchmesser von 8 bis 12 Zentimeter (oder mehr) aufweist. Ältere Pflanzen besitzen eng beieinander stehende, parallele, aufrechte Zweige, die eine schmale Krone bilden. Die Zweige wachsen meist ohne Unterbrechung und sind nur selten – wie beispielsweise bei Pilosocereus catingicola – gegliedert. Die glatte oder selten raue Epidermis der Triebe ist grün bis grau oder wachsblau. Das Zellgewebe von Rinde und Mark ist meistens sehr schleimhaltig.
Auf den Trieben befinden sich 3 bis 30 niedrige, gerundete Rippen. Die Furche zwischen den Rippen kann gerade oder wellenförmig sein. Der Rippenscheitel ist zwischen den Areolen manchmal gekerbt. Nur bei einer brasilianischen Art sind deutliche Warzen zu erkennen. Die auf den Rippen sitzenden kreisförmigen bis elliptischen Areolen sind nur wenig voneinander entfernt und im Blühbereich häufig sogar zusammenfließend. Die Areolen sind filzig, d. h., sie sind mit kurzen, dicht gepackten und ineinander verwobenen Haaren besetzt. Diese weichen Haare sind für gewöhnlich weiß oder gelbbraun bis schwärzlich und bis 8 Millimeter lang. An den blütentragenden Areolen erreichen sie eine Länge von bis zu 5 Zentimetern. Auf den Areolen sitzende Nektardrüsen sind nicht sichtbar.
Aus jeder Areole entspringen 6 bis 31 Dornen, die sich nicht in Rand- und Mitteldornen unterscheiden lassen. Die undurchsichtigen bis durchscheinenden, gelben bis braunen oder schwarzen Dornen sind glatt, nadelförmig, gerade und nur selten an ihrer Basis gebogen. Häufig vergrauen die Dornen mit zunehmendem Alter. Sie sind meist zwischen 10 und 15 Millimeter lang, können jedoch bis zu 40 Millimeter Länge erreichen.
Eine besondere Blütenzone, das heißt der Bereich der Triebe, in dem die Blüten gebildet werden, ist nicht bis stark ausgeprägt. Gelegentlich wird ein seitliches Cephalium ausgebildet, das manchmal mehr oder weniger in die Triebe eingesunken ist.

### Blüten

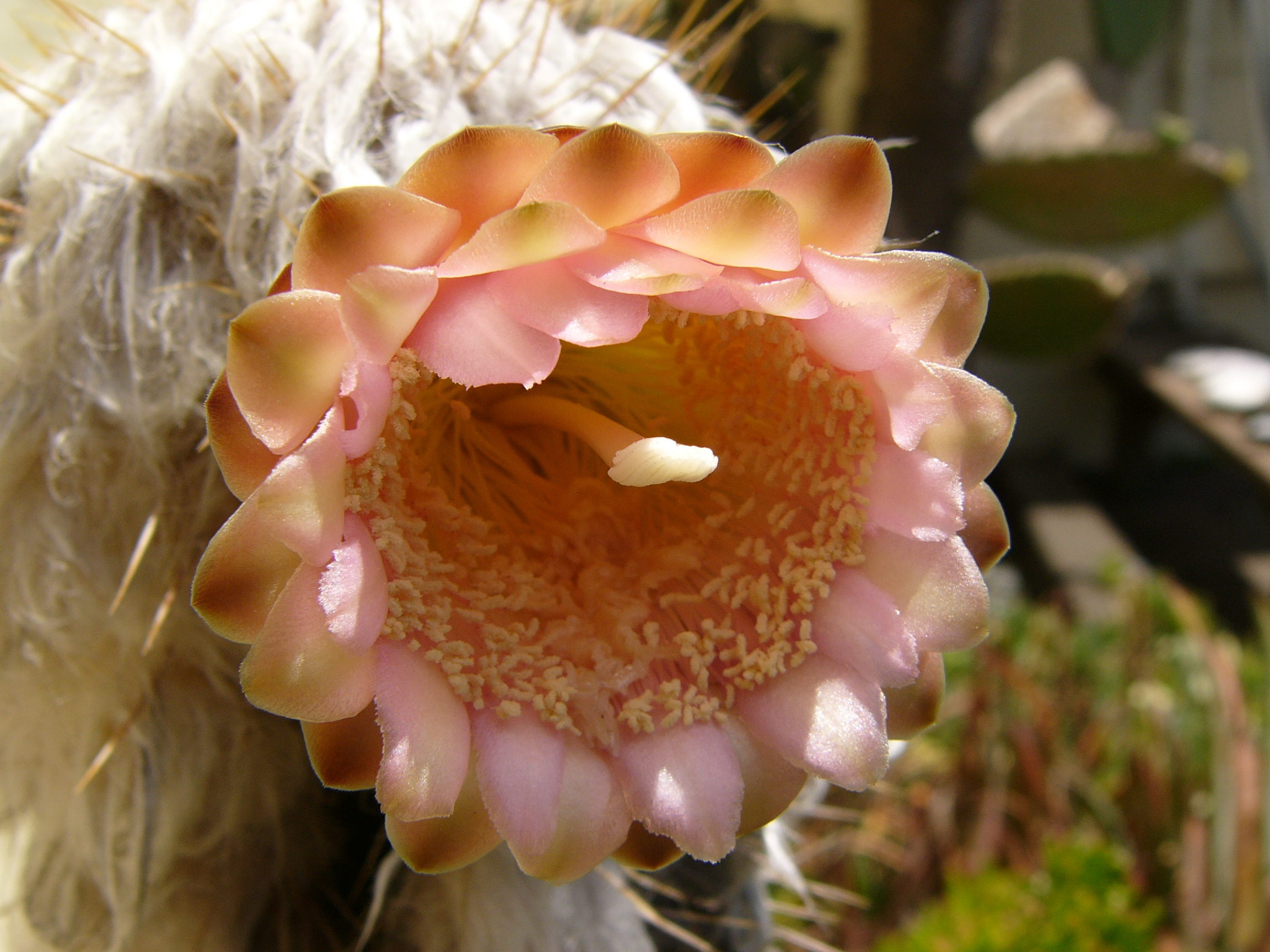
Blüte von Pilosocereus leucocephalus

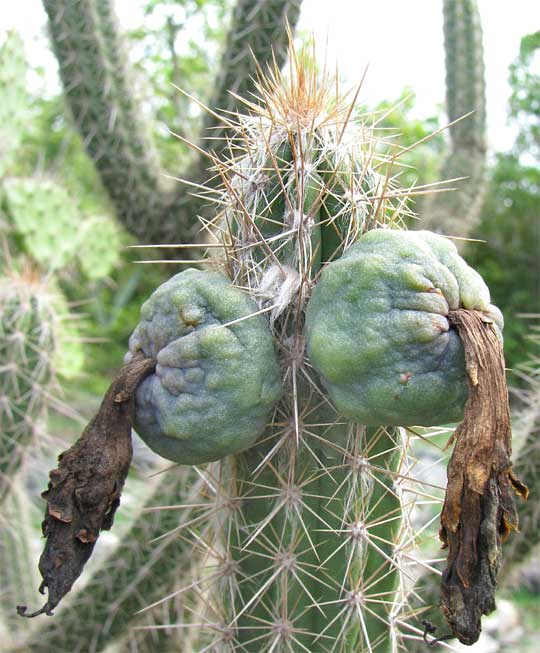
Pilosocereus polygonus mit Früchten

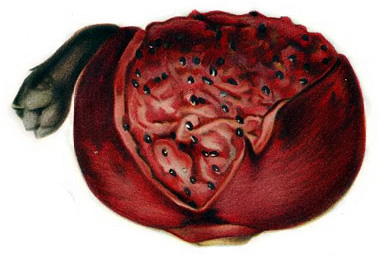
Frucht von Pilosocereus polygonus

Die röhren- bis glockenförmigen Blüten erscheinen seitlich an den Trieben oder unterhalb der Triebspitzen. Sie öffnen sich in der abendlichen Dämmerung oder nachts. Die Blüten sind 5 bis 6 Zentimeter (selten 2,5 bis 9 Zentimeter) lang und weisen Durchmesser von 2 bis 5 Zentimeter (selten bis zu 7 Zentimeter) auf. Das glatte Perikarpell ist kahl und nur selten mit wenigen oder unscheinbaren Blattschuppen besetzt. Die Blütenröhre ist gerade oder leicht gebogen und am oberen Ende zur Hälfte oder zu einem Drittel mit Blattschuppen besetzt. Die ganzrandigen oder winzig gezähnelten äußeren Blütenblätter sind grünlich oder selten dunkelpurpurfarben, rosafarben oder rötlich. Die inneren Blütenblätter sind dünner als die äußeren und ganzrandig. Sie sind weiß oder selten hell rosafarben oder rötlich gefärbt und 9 bis 26 Millimeter lang sowie 7,5 Millimeter breit.
Es ist eine breite, aufrechte oder angeschwollene Nektarkammer vorhanden, die durch die innersten Staubblätter, die zum 25 bis 60 Millimeter langen Griffel hin gebogen sind, mehr oder weniger geschützt wird. Die etwas warzigen 1,2 bis 2,5 Millimeter langen Staubbeutel erscheinen wie eine kompakte Masse. Die 8 bis 12 Fruchtblätter können aus der Blütenhülle herausragen.

### Früchte und Samen
Die kugelförmigen oder niedergedrückt kugelförmigen, sehr selten eiförmigen Früchte sind, wie bei allen Kakteen, Scheinfrüchte. Sie sind 20 bis 45 Millimeter lang und weisen Durchmesser von 30 bis 50 Millimetern auf. An ihnen haftet ein ausdauernder, schwarz werdender Blütenrest. Ihre glatte, gestreifte oder runzelige Fruchtwand ist rot bis purpur oder bläulich grün gefärbt. Das feste Fruchtfleisch ist weiß, rot, rosa- oder magentafarben. Die Früchte platzen immer entlang lateraler, abaxialer, adaxialer oder zentraler Schlitze auf.
Die muschelförmigen oder mützenförmigen (bei Pilosocereus gounellei), dunkelbraunen oder schwarzen Samen sind 1,2 bis 2,5 Millimeter lang. Mit Ausnahme von Pilosocereus gounellei ist die Ausprägung des Hilum-Mikropyle-Bereichs unbedeutend. Der Querschnitt der Zellen der Samenschale variiert von konvex bis flach und ist nur bei Pilosocereus aureispinus konisch. Interzellulare Grübchen, ein gemeinsames Merkmal aller Kakteen, sind mit Ausnahme von Pilosocereus densiareolatus deutlich ausgeprägt. Die Falten der Kutikula können dünn, grob oder fehlend sein.

### Genetik
Die Basischromosomenzahl der Gattung entspricht mit {\displaystyle x=11} der aller Kakteengewächse.

## Ökologie

### Bestäubung
Die Blüten von Pilosocereus sind an die Bestäubung durch Fledertiere angepasst (Chiropterophilie). Es wird angenommen, dass zwei unterschiedliche Tendenzen der Anpassung an diese Bestäuber bestehen. Die erste besteht aus einer Spezialisierung der blütentragenden Areolen und in einer Reduzierung der Blütenlänge. Sie wurde hauptsächlich bei felsbewohnenden Arten beobachtet. Ein Beispiel ist Pilosocereus floccosus. Die zweite Form der Anpassung ist mit der Spezialisierung der Blüten auf die Bestäubung durch Blütenfledermäuse verbunden, die nicht auf der Blüte landen müssen, um Nektar zu sammeln. Hier sind die blütentragenden Areolen meist nahezu kahl und die Blüten sind verlängert. Diese Form wurde vor allem bei waldbewohnenden Arten beobachtet. Pilosocereus pentaedrophorus ist ein Beispiel für diese Anpassung.

### Ausbreitung
Die Ausbreitung der Früchte und Samen erfolgt auf vielfältige Weise. An ihr sind sowohl Wind, Wasser als auch Tiere beteiligt. Das saftige, süße Fruchtfleisch lockt Vögel, Insekten (beispielsweise große Wespen), Echsen und Säugetiere an, die die darin enthaltenen Samen über große Entfernungen verbreiten können. Einige Arten scheinen durch die Beschaffenheit der Samenschale auf die Ausbreitung durch Ameisen (Myrmekochorie) spezialisiert zu sein. Es wurde Standorte von Pilosocereus aureispinus gefunden, die sich auf Ameisennestern befanden. Von den in der Tribus Cereeae einzigartigen Samen von Pilosocereus gounellei, die sehr gut schwimmen, wird angenommen, dass zu ihrer Ausbreitung die gelegentlichen Überschwemmungen in der Caatinga beitragen.

## Verbreitung

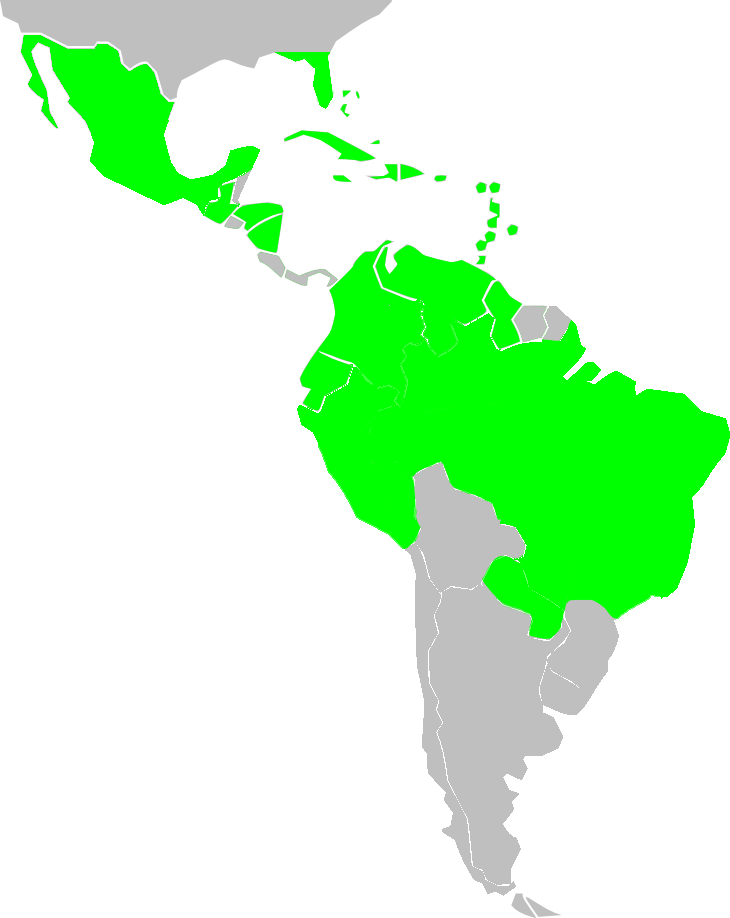
Verbreitungsgebiet der Gattung Pilosocereus

Die Gattung Pilosocereus  ist in Mexiko, der Karibik – einschließlich der Florida Keys – sowie in Kolumbien, Venezuela, Guyana, Suriname, Ecuador, Peru, Brasilien und Paraguay, also im größten Teil des tropischen Südamerika, verbreitet. Das Gebiet mit der größten Artenvielfalt befindet sich im mittleren und nordöstlichen Teil des brasilianischen Bundesstaates Minas Gerais. Von den in Brasilien beheimateten Arten sind 20 Prozent nur von einem einzigen Fundort bekannt.

## Systematik

### Äußere Systematik
Pilosocereus wird innerhalb der Familie der Kakteengewächse in die Tribus Cereeae eingeordnet und gilt aus phylogenetischer Sicht als eine der ursprünglichsten Gattungen innerhalb der Tribus. Sie unterscheidet sich von den anderen Gattungen der Tribus durch die niedergedrückt kugelförmigen Früchte, die mit unregelmäßigen Schlitzen aufplatzen und ein festes weißes oder gefärbtes Fruchtfleisch enthalten.

### Innere Systematik
Die Erstbeschreibung erfolgte 1957 durch Ronald Stewart Byles und Gordon Douglas Rowley. Als Typusart der Gattung legten Byles und Rowley die in Mexiko beheimatete Art Pilocereus leucocephalus fest.
Es gab mehrere Bestrebungen, die Gattung Pilosocereus taxonomisch weiter zu untergliedern. Franz Buxbaum stellte 1972 eine Untergattung Lagenopis für seine heute nicht mehr anerkannte Gattung Coleocephalocereus auf, die die heute als Stephanocereus luetzelburgii eingeordnete Art enthielt. Pierre Josef Braun überführte die von Buxbaum aufgestellte Untergattung 1988 formal in die Gattung Pilosocereus. Daniela Zappi beschrieb 1994 mit Gounellea eine weitere Untergattung, in die sie die beiden brasilianischen Arten Pilosocereus gounellei und Pilosocereus tuberculatus aufnahm, und die im Wesentlichen auf einer Abgrenzung der Arten mit kandelaberartigen Wuchs und an der Spitze verzweigenden Trieben beruhte. Nach der Neubeschreibung von Pilosocereus bohlei durch Andreas Hofacker stellten Pierre Josef Braun und Eddie Esteves Pereira die Aufteilung in Untergattungen in Frage.

#### Systematik nach Anderson/Eggli (2005)
Zur Gattung gehören die folgenden Arten:
- Pilosocereus albisummus P.J.Braun & Esteves
- Pilosocereus alensis (F.A.C.Weber) Byles & G.D.Rowley
- Pilosocereus arrabidae (Lem.) Byles & G.D.Rowley
- Pilosocereus aureispinus (Buining & Brederoo) F.Ritter
- Pilosocereus aurisetus (Werderm.) Byles & G.D.Rowley
  - Pilosocereus aurisetus subsp. aurisetus
  - Pilosocereus aurisetus subsp. aurilanatus (F.Ritter) Zappi ≡ Pilosocereus aurilanatus F.Ritter
- Pilosocereus azulensis N.P.Taylor & Zappi
- Pilosocereus bohlei Hofacker
- Pilosocereus brasiliensis (Britton & Rose) Backeb.
  - Pilosocereus brasiliensis subsp. brasiliensis
  - Pilosocereus brasiliensis subsp. ruschianus
- Pilosocereus catingicola (Gürke) Byles & G.D.Rowley
  - Pilosocereus catingicola subsp. catingicola
  - Pilosocereus catingicola subsp. salvadorensis
- Pilosocereus chrysacanthus (F.A.C.Weber ex K.Schum.) Byles & G.D.Rowley
- Pilosocereus chrysostele (Vaupel) Byles & G.D.Rowley
- Pilosocereus densiareolatus F.Ritter
- Pilosocereus diersianus (Esteves) P.J.Braun
- Pilosocereus estevesii P.J.Braun =  Pilosocereus machrisii (E.Y.Dawson) Backeb.
- Pilosocereus flavipulvinatus (Buining & Brederoo) F.Ritter
- Pilosocereus flexibilispinus P.J.Braun & Esteves
- Pilosocereus floccosus Byles & G.D.Rowley
  - Pilosocereus floccosus subsp. floccosus
  - Pilosocereus floccosus subsp. quadricostatus (F.Ritter) Zappi
- Pilosocereus fulvilanatus (Buining & Brederoo) F.Ritter
  - Pilosocereus fulvilanatus subsp. fulvilanatus
  - Pilosocereus fulvilanatus subsp. rosae (P.J.Braun) Zappi
  - Pilosocereus fulvilanatus subsp. vanheekianus P.J.Braun & Esteves = Pilosocereus fulvilanatus (Buining & Brederoo) F.Ritter
- Pilosocereus glaucochrous (Werderm.) Byles & G.D.Rowley
- Pilosocereus goianus P.J.Braun & Esteves = Pilosocereus machrisii (E.Y.Dawson) Backeb.
- Pilosocereus gounellei (F.A.C.Weber) Byles & G.D.Rowley ≡ Xiquexique gounellei (F.A.C.Weber) Lavor & Calvente
  - Pilosocereus gounellei subsp. gounellei ≡ Xiquexique gounellei subsp. gounellei
  - Pilosocereus gounellei subsp. zehntneri (Britton & Rose) Zappi ≡ Xiquexique gounellei subsp. zehntneri (Britton & Rose) Lavor & Calvente
- Pilosocereus hermii P.J.Braun, Esteves & Hofacker
- Pilosocereus juaruensis (Buining & Brederoo) P.J. Braun = Pilosocereus lanuginosus (L.) Byles & G.D.Rowley
- Pilosocereus leucocephalus (Poselg.) Byles & G.D.Rowley
- Pilosocereus machrisii (E.Y.Dawson) Backeb.
- Pilosocereus magnificus (Buining & Brederoo) F.Ritter
- Pilosocereus mollispinus P.J.Braun & Esteves
- Pilosocereus multicostatus F.Ritter
- Pilosocereus occultiflorus P.J.Braun & Esteves
- Pilosocereus oligolepis (Vaupel) Byles & G.D.Rowley
- Pilosocereus pachycladus F.Ritter
  - Pilosocereus pachycladus subsp. pachycladus
  - Pilosocereus pachycladus subsp. pernambucoensis (F.Ritter) Zappi
- Pilosocereus pentaedrophorus (Cels) Byles & G.D.Rowley
  - Pilosocereus pentaedrophorus subsp. pentaedrophorus
  - Pilosocereus pentaedrophorus subsp. robustus Zappi ≡ Pilosocereus zappiae Lavor & Calvente
- Pilosocereus piauhyensis (Gürke) Byles & G.D.Rowley
- Pilosocereus polygonus (Lam.) Byles & G.D.Rowley
- Pilosocereus purpusii (Britton & Rose) Byles & G.D.Rowley
- Pilosocereus quadricentralis (E.Y.Dawson) Backeb.
- Pilosocereus royenii (L.) Byles & G.D.Rowley
- Pilosocereus ×subsimilis Rizzini & A.Mattos
- Pilosocereus tuberculatus (Werderm.) Byles & G.D.Rowley ≡ Xiquexique tuberculatus (Werderm.) Lavor & Calvente
- Pilosocereus ulei (K.Schum.) Byles & G.D.Rowley
- Pilosocereus vilaboensis (Diers & Esteves) P.J.Braun

Synonyme der Gattung sind Pilocereus K.Schum. und Pseudopilocereus Buxb.

#### Systematik nach N.Korotkova et al. (2021)
Die Gattung umfasst folgenden Arten:
- Pilosocereus albisummus P.J.Braun & Esteves
- Pilosocereus alensis (F.A.C.Weber) Byles & G.D.Rowley
- Pilosocereus armatus (Otto ex Pfeiff.) A.R.Franck
- Pilosocereus arrabidae (Lem.) Byles & G.D.Rowley
- Pilosocereus aureispinus (Buining & Brederoo) F.Ritter
- Pilosocereus aurilanatus F.Ritter
- Pilosocereus aurisetus (Werderm.) Byles & G.D.Rowley
- Pilosocereus azulensis N.P.Taylor & Zappi
- Pilosocereus bohlei Hofacker
- Pilosocereus brasiliensis (Britton & Rose) Backeb.
  - Pilosocereus brasiliensis subsp. brasiliensis
  - Pilosocereus brasiliensis subsp. ruschianus (Buining & Brederoo) Zappi
- Pilosocereus brooksianus (Britton & Rose) Byles & G.D.Rowley
- Pilosocereus catingicola (Gürke) Byles & G.D.Rowley
  - Pilosocereus catingicola subsp. catingicola
  - Pilosocereus catingicola subsp. salvadorensis (Werderm.) Zappi
- Pilosocereus chrysacanthus (F.A.C.Weber ex K.Schum.) Byles & G.D.Rowley
- Pilosocereus chrysostele (Vaupel) Byles & G.D.Rowley
  - Pilosocereus chrysostele subsp. catimbauensis N.P.Taylor & Albuq.-Lima
  - Pilosocereus chrysostele subsp. chrysostele
- Pilosocereus collinsii (Britton & Rose) Byles & G.D.Rowley
- Pilosocereus colombianus (Rose) Byles & G.D.Rowley
- Pilosocereus curtisii (Otto) A.R.Franck
- Pilosocereus densiareolatus F.Ritter
- Pilosocereus diersianus (Esteves) P.J.Braun
- Pilosocereus flavipulvinatus (Buining & Brederoo) F.Ritter
- Pilosocereus flexibilispinus P.J.Braun & Esteves
- Pilosocereus floccosus Byles & G.D.Rowley
  - Pilosocereus floccosus subsp. floccosus
  - Pilosocereus floccosus subsp. quadricostatus (F.Ritter) Zappi
- Pilosocereus fulvilanatus (Buining & Brederoo) F.Ritter
  - Pilosocereus fulvilanatus subsp. fulvilanatus
  - Pilosocereus fulvilanatus subsp. rosae (P.J.Braun) Zappi
- Pilosocereus gaumeri (Britton & Rose) Backeb.
- Pilosocereus glaucochrous (Werderm.) Byles & G.D.Rowley
- Pilosocereus jamaicensis Proctor ex A.R.Franck & al.
  - Pilosocereus juaruensis subsp. juaruensis
  - Pilosocereus juaruensis subsp. cincinnopetalus P.J. Braun, Esteves & R. Esteves[9]
- Pilosocereus kanukuensis (Alexander) Leuenb.
- Pilosocereus lanuginosus (L.) Byles & G.D.Rowley
- Pilosocereus leucocephalus (Poselg.) Byles & G.D.Rowley
- Pilosocereus machrisii (E.Y.Dawson) Backeb.
- Pilosocereus magnificus (Buining & Brederoo) F.Ritter
- Pilosocereus millspaughii (Britton) Byles & G.D.Rowley
- Pilosocereus mollispinus P.J.Braun & Esteves
- Pilosocereus moritzianus (Otto) Byles & G.D.Rowley
- Pilosocereus multicostatus F.Ritter
- Pilosocereus oligolepis (Vaupel) Byles & G.D.Rowley
- Pilosocereus pachycladus F.Ritter
  - Pilosocereus pachycladus subsp. pachycladus
  - Pilosocereus pachycladus subsp. pernambucoensis (F.Ritter) Zappi
  - Pilosocereus pachycladus subsp. viridis N.P.Taylor & Albuq.-Lima
- Pilosocereus parvus (Diers & Esteves) P.J.Braun
- Pilosocereus pentaedrophorus (Labour.) Byles & G.D.Rowley
- Pilosocereus piauhyensis (Gürke) Byles & G.D.Rowley
- Pilosocereus polygonus (Lam.) Byles & G.D.Rowley
- Pilosocereus purpusii (Britton & Rose) Byles & G.D.Rowley
- Pilosocereus pusillibaccatus P.J.Braun & Esteves
- Pilosocereus quadricentralis (E.Y.Dawson) Backeb.
- Pilosocereus robinii (Lem.) Byles & G.D.Rowley
- Pilosocereus splendidus F.Ritter
- Pilosocereus ×subsimilis Rizzini & A.Mattos
- Pilosocereus tillianus R.Gruber & Schatzl
- Pilosocereus ulei (K.Schum.) Byles & G.D.Rowley
- Pilosocereus vilaboensis (Diers & Esteves) P.J.Braun
  - Pilosocereus vilaboensis subsp. pluricostatus N.P.Taylor, Zappi & P.O.Rosa
  - Pilosocereus vilaboensis subsp. rizzoanus (P.J.Braun & Esteves) N.P.Taylor & Zappi
  - Pilosocereus vilaboensis subsp. vilaboensis
- Pilosocereus zappiae Lavor & Calvente

## Botanische Geschichte

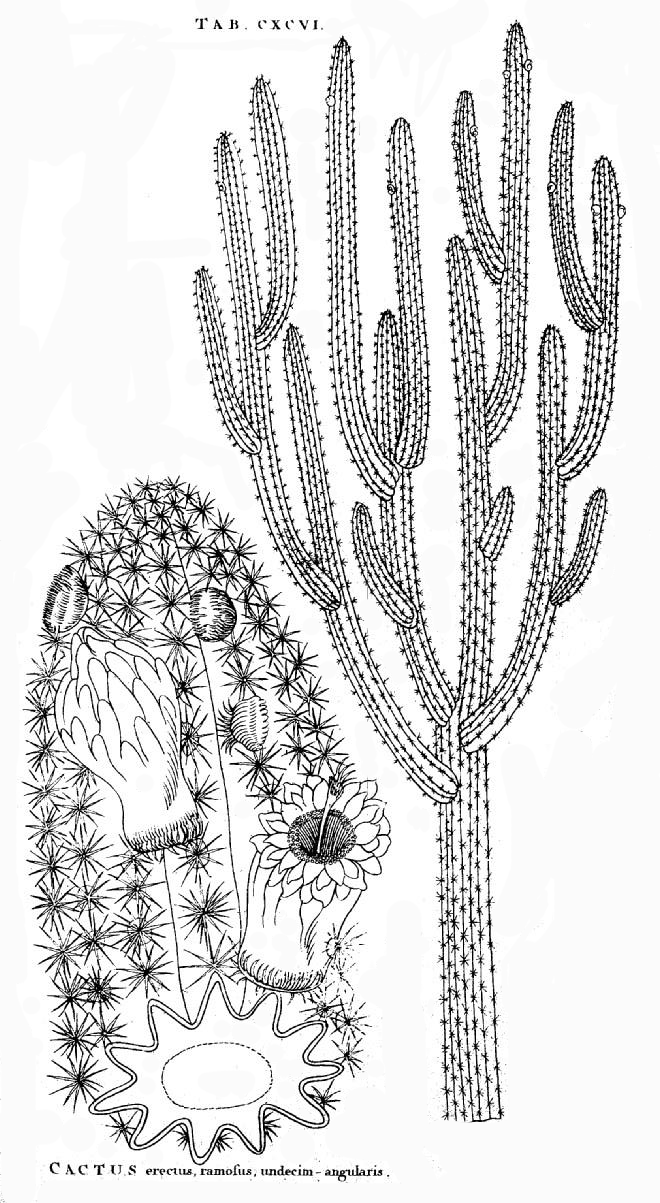
Pilosocereus polygonus um 1690 gezeichnet von Charles Plumier in Port-de-Paix auf Haiti

Die nachweislich erste Beschreibung eines Pilosocereus stammt von Charles Plumier. Während einer seiner Reisen nach Amerika zeichnete er um 1690 in Port-de-Paix auf Haiti eine Pflanze, die er Anfang des 18. Jahrhunderts in seinem Catalogus Plantarum Americanum als Opuntia arbor, excelsa, Cereiformis, flore albo charakterisierte. Joseph Pitton de Tournefort übernahm diese Beschreibung in seinem dreibändigen wegweisenden Werk Institutiones Rei Herbariae. Plumiers Zeichnung wurde jedoch erst über fünfzig Jahre später in Johannes Burman Werk Plantarum Americanarum (1755–1760) veröffentlicht. Heute ist diese Art unter dem Namen Pilosocereus polygonus bekannt. Unter den von Carl von Linné in Species Plantarum publizierten Kakteen befand sich mit Cactus royenii eine weitere Art der Gattung.
Als Charles Lemaire 1839 seine Erstbeschreibung der Gattung Pilocereus [sic!] veröffentlichte, sorgte er für eine über einhundert Jahre andauernde taxonomische Verwirrung, da er die ein Jahr zuvor von Ludwig Georg Karl Pfeiffer publizierte Beschreibung der Gattung Cephalocereus übersehen hatte und seine neue Gattung ebenfalls mit der von Adrian Hardy Haworth beschriebenen Art Cactus senilis (heute Cephalocereus senilis) typisiert hatte.
Karl Moritz Schumann versuchte das Problem mit einer neuen Beschreibung für Pilocereus und mit der Zuweisung der neuen Typusart Pilocereus houlletii Lem. zu umgehen. Dabei entstand jedoch ein nach dem Internationalen Code der Botanischen Nomenklatur ungültiges Homonym. Nathaniel Lord Britton und Joseph Nelson Rose stellten 1920 in ihrem Werk The Cactaceae alle bisher beschriebenen Arten der Gattung Pilocereus in die Gattung Cephalocereus. 1937 schlug Erich Werdermann vor, den Namen Pilocereus als „nomen conservandum“ zu bewahren. Ein entsprechender Antrag beim 1954 in Paris tagenden Internationalen Botanischer Kongress scheiterte jedoch, da gemäß Artikel 18 des ICBN gilt: „Der Name eines Taxons muss geändert werden, wenn der Typus des Namens ausgeschlossen wird.“
Ronald Stewart Byles und Gordon Douglas Rowley lösten das Problem, indem sie 1957 in Anklang an den alten Namen den neuen Namen Pilosocereus publizierten und 58 Arten in die neue Gattung aufnahmen. Sie bezogen darin auch die von Werdermann 1933 publizierten Arten ein. Buxbaum, der die Schaffung der Gattung Pilosocereus als unnötig erachtete, schuf 1968 die Gattung Pseudopilocereus, in die er alle bis dahin beschriebenen brasilianischen Arten und eine karibische Art (Pilosocereus nobilis) aufnahm. Bis Anfang der 1980er folgten viele Autoren (so Buining und Bredero, Diers und Esteves Pereira) der Auffassung Buxbaums und publizierten zahlreiche Arten unter dem Gattungsnamen Pseudopilocereus. Friedrich Ritter (1979) und Pierre Josef Braun (1988) überführten viele der als Pseudopilocereus beschriebenen Arten in die Gattung Pilosocereus.
Daniela Zappi, die im Rahmen ihrer Doktorarbeit an der Universität von São Paulo zwischen 1988 und 1992 die brasilianischen Vertreter der Gattung untersuchte, akzeptierte in ihrer Arbeit 26 brasilianische Arten mit acht Unterarten sowie acht nicht in Brasilien heimische Arten. Seit Zappis Arbeit von 1994 wurden die neuen Arten Pilosocereus azulensis (1997), Pilosocereus estevesii (1999), Pilosocereus occultiflorus (1999), Pilosocereus bohlei (2001), Pilosocereus goianus (2002), Pilosocereus mollispinus (2004), Pilosocereus pseudosuperfloccosus (2009), Pilosocereus frewenii (2011) (≡ Xiquexique frewenii) und Pilosocereus zahrae (2019) beschrieben.

## Nachweise

## Weiterführende Literatur
- Alice Calvente, Evandro M. Moraes, Pâmela Lavor, Isabel A. S. Bonatelli, Pamela Nacaguma, Leonardo M. Versieux, Nigel P. Taylor, Daniela C. Zappi: Phylogenetic analyses of Pilosocereus (Cactaceae) inferred from plastid and nuclear sequences. In Botanical Journal of the Linnean Society. Band 183, 2017, S. 25–38 (doi:10.1111/boj.12491).
- A. Franck, Duniel Barrios, Keron Campbell, James Lange, B. Peguero, Eugenio Santiago-Valentín, Zoltán Rigerszki, J. Haakonsson, George D. Gann, William Cinea, Natalie Howe, J. St John, Juan Sebastián Moreno, Cynthia A. Clark: Revision of Pilosocereus (Cactaceae) in the Caribbean and northern Andean region. In Phytotaxa. Band 411, 2019, S. 129–182 (doi:10.11646/phytotaxa.411.3.1).
- Pâmela Lavor, Leonardo de Melo Versieux, Alice Calvente: Phylogenetic Relationships of Pilosocereus (Cactaceae) and Taxonomic Implications. In: PlantNow. Band 1, Nr. 2, S. 52–70, 2020 (PDF).